# 가메아오촌
가메아오촌(亀青村)은 도쿄부 미나미카쓰시카군에 일찍이 존재했던 촌이다.

## 역사
- 1889년 5월 1일 - 정촌제 시행에 수반해 미나미카쓰시카군 가메아오촌이 성립하였다.
- 1932년 10월 1일 - 미나미카쓰시카군 전역이 도쿄시에 편입해, 가메아오촌의 구역은 가쓰시카구가 되었다.

## 교통

### 철도
- 국철 (→ JR동일본)
  - 조반선

### 도로
- 미토 가도